# 100 años
Singles de Ha*Ash
Destino o casualidad
(2017) No pasa nada
(2018)
Singles par Prince Royce
Ganas locas
(2017) Sensualidad
(2017)
100 años est une chanson du groupe américain Ha*Ash et du chanteur américain Prince Royce. C'est le premier single de l'album 30 de febrero (2017). Sorti en octobre 2017, la chanson est écrite par Ashley Grace, Hanna Nicole, Prince Royce et Andy Clay, et est produite par Hanna et Matt Rad.

## Composition
100 años est une chanson aux genres urban et pop. La chanson est écrite par Ashley Grace, Hanna Nicole, Prince Royce et Andy Clay; produite par Hanna et Matt Rad.

## Vidéo musicale
Le clip vidéo, réalisé par Pablo Croce,, a été tourné dans une Hollywood Beach, Miami. Celui-ci a été mis en ligne le 20 october 2017 sur le compte Vevo du groupe.

## Classement
| Classement (2017)                          | Meilleure position |
| ------------------------------------------ | ------------------ |
| Mexique (Espanol Airplay)                  | 1                  |
| Mexique (Airplay)                          | 3                  |
| Mexique (Monitor Latino)                   | 1                  |
| États-Unis (Latin Pop Digital Songs Sales) | 15                 |
| États-Unis (Latin Airplay)                 | 50                 |
| États-Unis (Latin Pop Songs)               | 24                 |

## Certifications
| Pays       | Organisme | Certification | Vente  |
| ---------- | --------- | ------------- | ------ |
| Mexique    | AMPROFON  | 3 × Platine   | [ 15 ] |
| Pérou      | UNIMPRO   | 2 × Platine   | ,      |
| États-Unis | RIAA      | Or            | [ 18 ] |